# Ferrovia del Monte Generoso

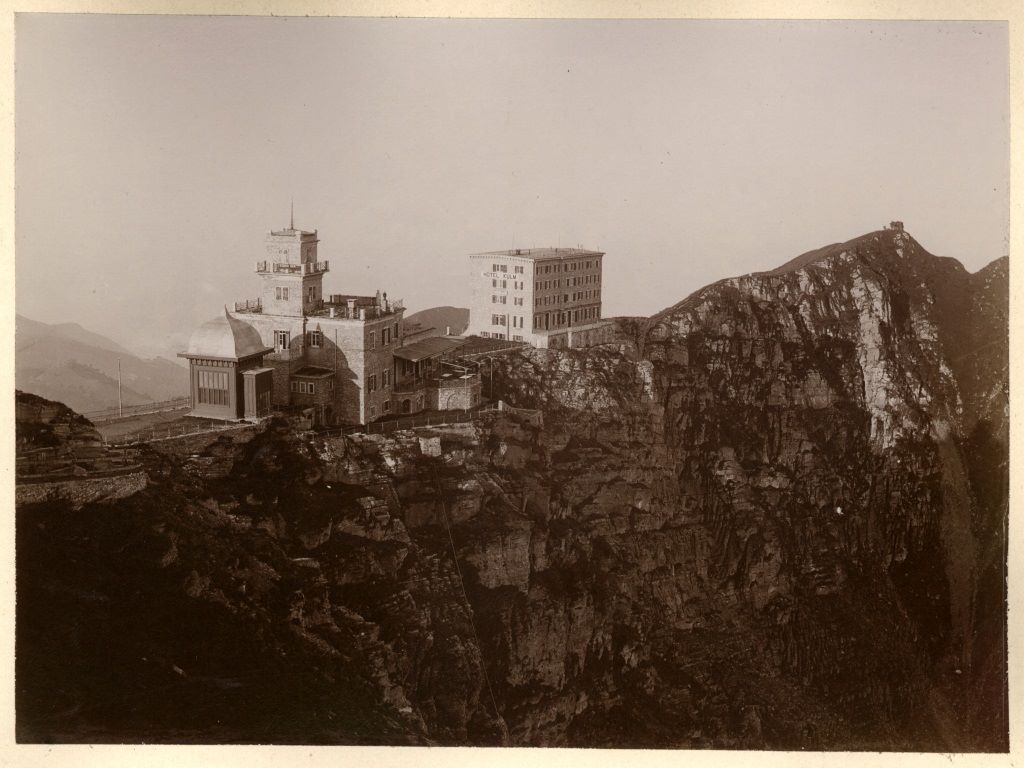
L'antica stazione in vetta con l'Hotel Kulm nell'anno 1900

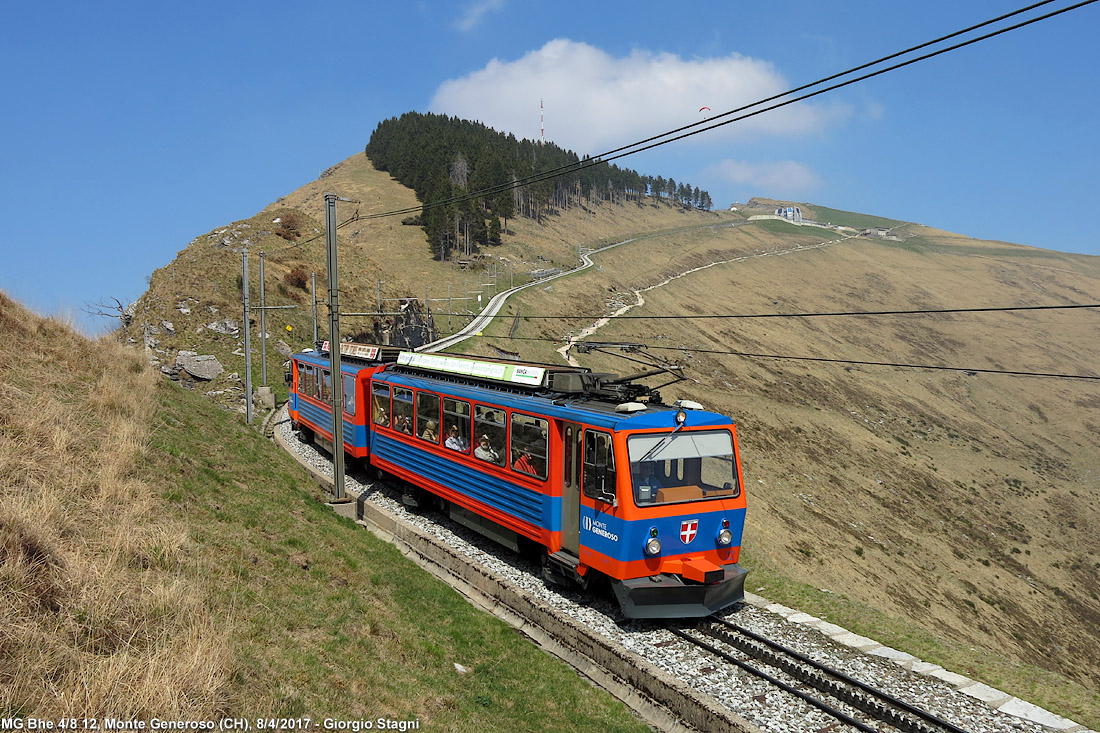
La linea nei pressi della vetta: dalla cresta fa capolino il ristorante Fiore di pietra progettato da Mario Botta.

La ferrovia del Monte Generoso è una linea ferroviaria a cremagliera e scartamento ridotto svizzera che collega il quartiere di Capolago (nel territorio cittadino di Mendrisio) con la vetta del Monte Generoso, maggior cima del Sottoceneri.
Unica ferrovia a cremagliera del Ticino, è servita da corse di linea nel periodo intercorrente tra il 1º aprile e il 31 ottobre, cui si aggiungono episodiche corse speciali e su richiesta, le quali si espletano anche nei periodi di assenza del servizio regolare.
Infrastruttura e servizio di linea sono gestiti dalla società anonima Ferrovia Monte Generoso, con sede nel quartiere di Capolago, con il sostegno principale del percento culturale Migros.

## Storia

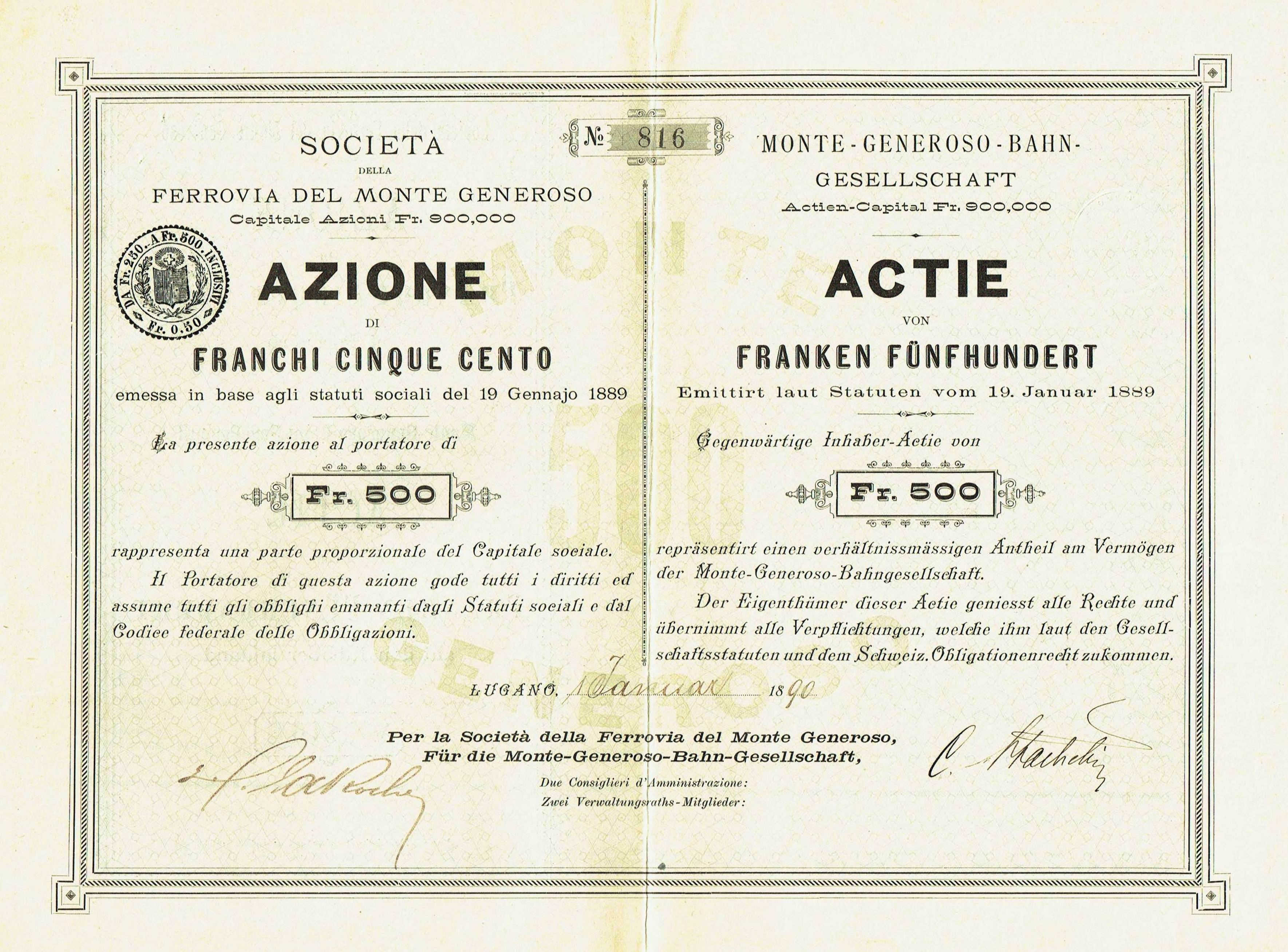
Azione della Societa della Ferrovia del Monto Generosa dal 1º gennaio 1890

Nel 1867, sotto l'egida del medico e politico ticinese Carlo Pasta, venne costruito e inaugurato l'albergo Bellavista, prima struttura ricettiva presso la vetta del monte Generoso. La necessità di collegare adeguatamente alla vallata tale infrastruttura, all'epoca raggiungibile solo tramite mulattiere, portò nel 1874 alla richiesta da parte della Internationalen Gesellschaft für Bergbahnen di Basilea (il cui direttore era Niklaus Riggenbach) di una concessione per una linea a scartamento metrico e cremagliera da Mendrisio alla vetta del Generoso. La concessione non ebbe seguito per motivi finanziari; un comitato d'iniziativa rilanciò il progetto chiedendo nel 1886 la concessione per una linea da Capolago al Generoso. Ottenuta la concessione per allacciare la vetta sottocenerina al fondovalle il 2 luglio 1886, il 19 gennaio 1889 si costituì la Società della Ferrovia del Monte Generoso, con sede a Lugano, per la costruzione e l'esercizio della ferrovia sempre sotto l'egida di Pasta.
La ferrovia a scartamento ridotto e cremagliera Monte Generoso-Capolago venne dunque attivata il 5 giugno 1890; la frequentazione dei passeggeri si rivelò tuttavia molto inferiore alle attese, sicché già 1893 la società venne dichiarata insolvente e posta in liquidazione. L'anno successivo la concessione venne trasferita agli eredi di Pasta (deceduto nel frattempo), che a loro volta cedettero la linea nel 1909 alla Società Anonima del Monte Generoso, costituitasi il 25 febbraio 1909 a Capolago.
Il tentativo di rilancio fu effimero, in quanto nel 1914 venne ordinata la liquidazione della nuova società anonima. Venduta all'asta nel 1916 alla Nuova Società Anonima del Monte Generoso, costituitasi nel maggio di quell'anno con capitale per l'85% italiano (fornito in buona parte dalla Banca d'Italia, per garantire all'Italia la sicurezza del valico di frontiera), e ricapitalizzata nel 1921, l'esercente fallì nuovamente nel settembre 1939, comportando la sospensione del servizio.
Decisivo si rivelò a questo punto l'interessamento di Gottlieb Duttweiler, fondatore del consorzio commerciale Migros, che su impulso di Charles Hochstrasser rilevò la ferrovia e gli alberghi Bellavista e Generoso Vetta dai suoi ultimi proprietari (i signori Hermann e Casoni, che avevano rilevato il tutto nel 1940). A partire dal 1º aprile 1941 la concessione passò alla Società cooperativa Ferrovia Monte Generoso fondata il 12 marzo 1941 e presieduta da Duttweiler, che poté dunque ripristinare il servizio regolare di linea, da allora costantemente garantito grazie ai fondi Migros. Sotto la nuova gestione i viaggiatori passarono da 19.529 nel 1938 a 44.854 nel 1941, a 78.478 nel 1945 e a 102.616 nel 1956, permettendo di risanare i conti.
L'originaria trazione a vapore fu sostituita negli anni cinquanta dal più economico Diesel e infine, a partire dal 4 aprile 1982, dalla trazione elettrica, permettendo così progressivamente di potenziare la frequenza e la capacità di passeggeri.
Il 19 dicembre 1980 si costituì la società Ferrovia Monte Generoso SA, che rilevò dalla cooperativa la concessione della linea.
Oltre al servizio turistico ordinario la Ferrovia organizza treni speciali, su prenotazione, Belle Epoque con carrozze aperte panoramiche del 1890 restaurate spinte da una locomotiva a vapore o da una motrice Diesel.

## Caratteristiche

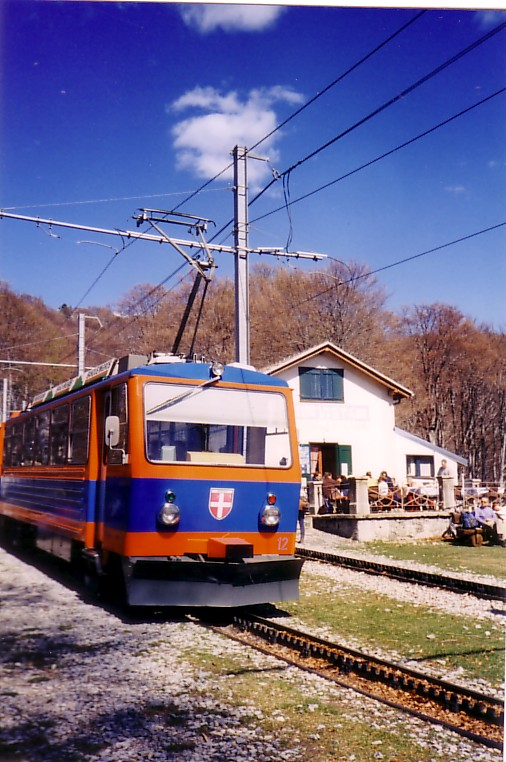
Il treno in sosta presso la stazione di Bellavista a 1228 m di altitudine

La ferrovia del Monte Generoso è lunga 9 km e armata con rotaie a scartamento ridotto da 800 mm, provviste interamente di cremagliera di tipo Abt, caratterizzata da una doppia rotaia dentata sfalsata parallela. Il binario è singolo, con raddoppi presso le stazioni.
Tutta la linea è elettrificata a 800 volt in corrente continua mediante linea aerea di contatto, con due sottostazioni di trasformazione situate presso i capolinea, alimentate con sistema trifase 16 kV CA da 50 Hz. Esse sono allacciate presso il km 5+200 della linea con un interruttore.

## Materiale rotabile
La dotazione originaria della linea constava di sei locomotive a vapore quadri-assiali costruite dalla SLM di Winterthur (numerate da 1 a 6): esse si caratterizzavano per il piano inclinato (onde mantenerlo orizzontale durante il servizio sui tratti in pendenza) e per la presenza di un vano bagagli frontale.
Negli anni 1950 il parco motore fu potenziato previa acquisizione di ulteriori tre locomotive a vapore con caratteristiche analoghe, dismesse dalla ferrovia Montreux-Glion-Rochers-de-Naye, cui vennero imposti i numeri 7, 8 e 9.
Tipicamente le locomotive circolavano accoppiate a una singola rimorchiata passeggeri: tali mezzi, fabbricati dalla SIG di Neuhausen am Rheinfall, avevano una struttura modulare, potendo essere scoperti nei mesi estivi e trasformati in carri chiusi nei periodi più freddi. Ai treni passeggeri si alternavano anche convogli di servizio, volti a rifornire di generi di prima necessità gli edifici presso la vetta e/o praticare interventi manutentivi sul sedime.
Per il passaggio alla trazione termica, sul finire degli anni 1950 le locomotive 5 e 6 vennero riallestite e trasformate in trattori a nafta; parallelamente vennero commissionate alla Saurer di Arbon due nuove locomotive con analoga motorizzazione (1 e 2). Il servizio continuò ad essere espletato con convogli a due elementi (locomotiva+rimorchiata) e vennero altresì acquisite nuove carrozze passeggeri. Col cambio di trazione, le locomotive a vapore non convertite vennero in larga parte demolite e in piccola parte preservate per occasionali treni speciali.
Un più deciso potenziamento del servizio si ebbe con l'immissione in linea delle automotrici Diesel, capaci - a differenza di locomotive e trattori - di accogliere a loro volta passeggeri a bordo, aumentando la capacità della tratta. Le prime ad arrivare furono due motrici a carrelli SIG (numero 3 e 4), inizialmente su meccanica Büssing, poi sostituita da equipaggiamento MAN. Nel 1968 fecero seguito le automotrici 5 e 6, anch'esse di fabbricazione SIG, ma su meccanica Caterpillar: si trattava di mezzi biassiali da 33 posti, a singolo motore, caratterizzate da superficie vetrata. Come da prassi, alle automotrici veniva accoppiata una singola rimorchiata passeggeri biassiale, con tettuccio rimovibile.
L'elettrificazione del 1982 comportò una nuova radicale trasformazione del parco mezzi: tutte le automotrici Diesel vennero dismesse e demolite (con l'eccezione di una delle SIG-Caterpillar, acquistata da Francesco Ogliari e collocata nel suo museo personale), mentre dei trattori a nafta vennero preservati solo i numeri 1, 7 e 8, destinate al traino di convogli di servizio per la manutenzione della linea. Il servizio di linea venne così affidato a quattro elettromotrici snodate bidirezionali costruite dalla SLM di Winterthur, numerate dall'11 al 14.

### Piano sinottico
Agli anni 2010 il parco mezzi della linea è così costituito:
- quattro elettromotrici a due casse intercomunicanti Bhe 4/8 (numeri 11-12-13-14), capaci di 96 posti a sedere e 68 posti in piedi[18]
- una locomotiva a vapore H 2/3 (numero 2); costruita nel 1890, dismessa e monumentata a Capolago attorno al 1950, nel 1985 è stata recuperata e rimessa in funzione per il traino di mezzi storici.
- tre trattori Diesel (numero 1-7-8) costruiti rispettivamente nel 1993, 1989 e 1973, trainano convogli di servizio e manutenzione e occasionali treni passeggeri speciali
- due vagoni passeggeri costruiti nel 1909, adibiti ai treni storici.
- alcuni carri merci e di servizio, tra i quali uno spazzaneve del 1985.

## Percorso
|  |  | Continuation backward |

|  | Head stop | Straight track |

|  | Unknown route-map component "BHF-L" | Unknown route-map component "BHF-R" |

| Unknown route-map component "CONTgq" | Unknown route-map component "KRZo" | One way rightward |

| Unknown route-map component "SKRZ-Au" |

| Enter and exit tunnel |

| Station on track |

| Enter and exit tunnel |

| Unknown route-map component "uexKBHFa" | Station on track |  |

| Unknown route-map component "uexCONTgq" | Unknown route-map component "uexSTRr" | Straight track |  |  |

| Enter and exit short tunnel |

| Enter and exit short tunnel |

| Enter and exit short tunnel |

| End station |

La linea ha origine nella frazione mendrisiense di Capolago: il capolinea inferiore si trova sulle rive del Lago di Lugano, in corrispondenza con il locale imbarcadero SNL (a 274 m s.l.m.). Per le prime centinaia di metri la linea corre rettilinea, parallelamente al sedime della ferrovia del Gottardo; raggiunta e superata la stazione principale (punto d'interscambio con la sopradetta linea, nonché sede del deposito del materiale rotabile), la ferrovia se ne distacca, la sovrappassa mediante un cavalcavia, poi sottopassa l'autostrada A2 e inizia a salire di quota con un tracciato a morbide curve alternate. Uno stretto tornante a sinistra (in galleria) conduce alla stazione di San Nicolao; indi il tracciato riprende a salire, con andamento sinuoso ma lineare (e superando quattro ulteriori trafori), fino a Bellavista e infine a Generoso Vetta, che si raggiunge dopo 40 minuti di viaggio.